# 尾崎神社 (釜石市)
尾崎神社（おさきじんじゃ）は、岩手県釜石市にある神社。本宮、奥宮、奥の院、里宮の4社で構成される。

## 歴史
当社縁起によると、日本武尊が東征の折の足跡の最北端であり、最終地点が尾崎半島であり、その足跡の標として半島の中程に剣を建ておかれたものを、土地の人々が敬い祀った事が当社の起こりであり、祭神は日本武尊であるとされる。
後に源為朝（鎮西八郎）の三男とされる閉伊頼基が閉伊郡の押領使を任ぜられてより、当社への尊崇の念厚く、1220年（承久2年）の逝去の間際、「我東海の守護神とならむ、亡骸は尾崎の宝剣の傍らに葬れ」との遺言により、時の別当である天授院賢海が、その亡骸を宝剣の傍に葬ったとされ、以来日本武尊と共に頼基も祭神として合祀されている。
宝剣の場所を奥の院、青出し浜の社を奥宮、尾崎白浜の社を本宮に、釜石の社を里宮とし、1719年（享保4年）宗源宣旨を以て大明神号を1799年（寛政11年）朝廷より正一位の位記を賜り、「正一位尾崎大明神」として今日に至っている。
1937年（昭和12年）5月5日、釜石に市制が施行される当日、午前6時より市制施行奉告祭が行われた。

## 例祭
1967年（昭和42年）から釜石製鐡所山神社と合同で行われる釜石まつりを神事とする。10月第3日曜を含む金・土・日に開催され、中日には尾崎半島にある当社本宮から船で浜町にある里宮に神体を奉遷する「曳き船まつり」が行われ、召船を中心に、虎舞や神楽を乗せた船が大漁旗をなびかせて釜石港内をパレードする。最終日は市内目抜き通りを虎舞や神楽、山車、手踊りのほか両神社の神輿が渡御する。

## 文化財
以下が釜石市から有形文化財に指定されている。（）内は指定日。
- 正一位尾崎大明神扁額（1998年7月30日）
- 尾崎神社の鋳鉄製宝剣（2012年11月28日）
- 尾崎神社の鋳鉄製扁額（2014年1月17日）

## ギャラリー

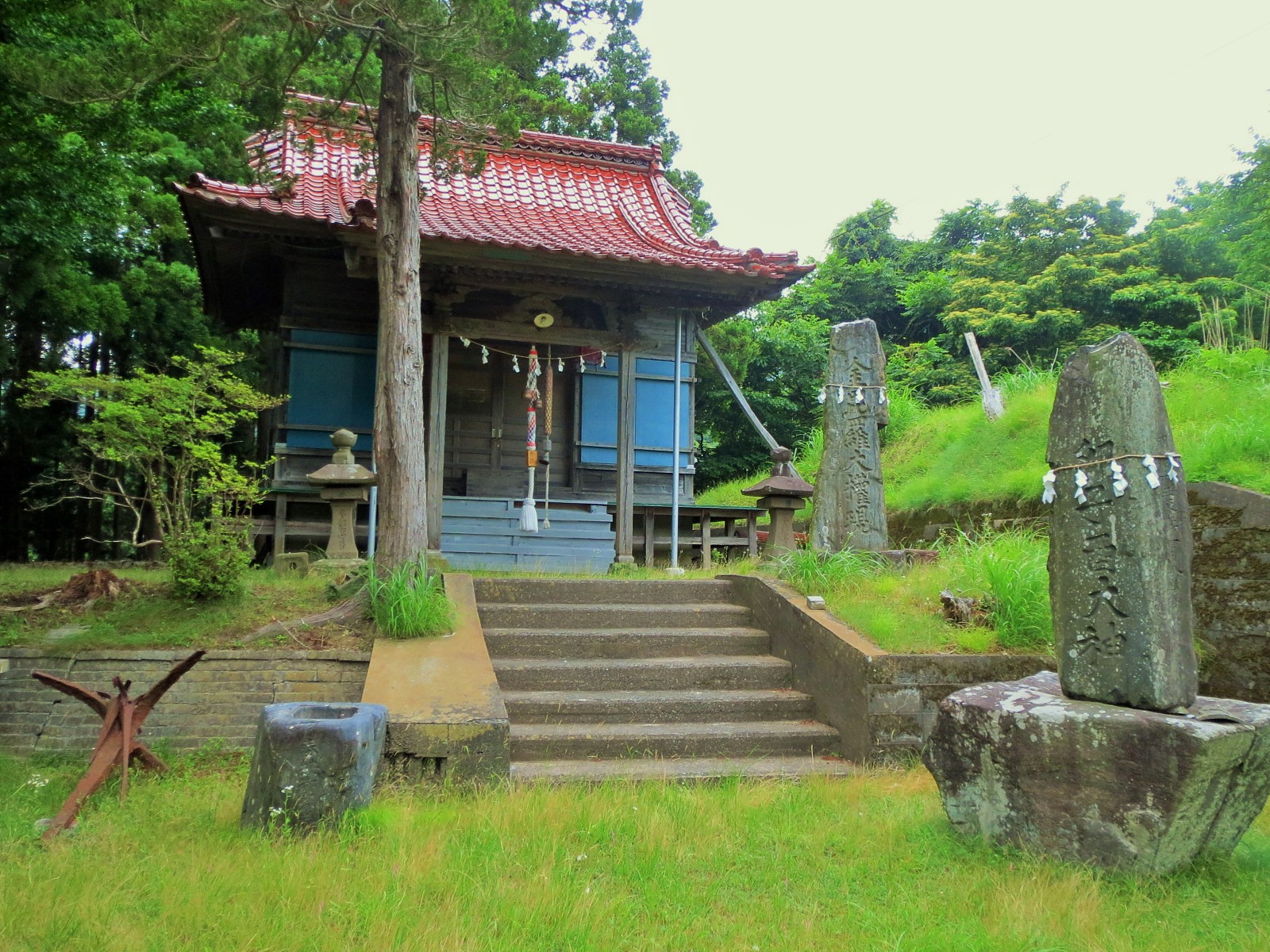
尾崎神社本宮
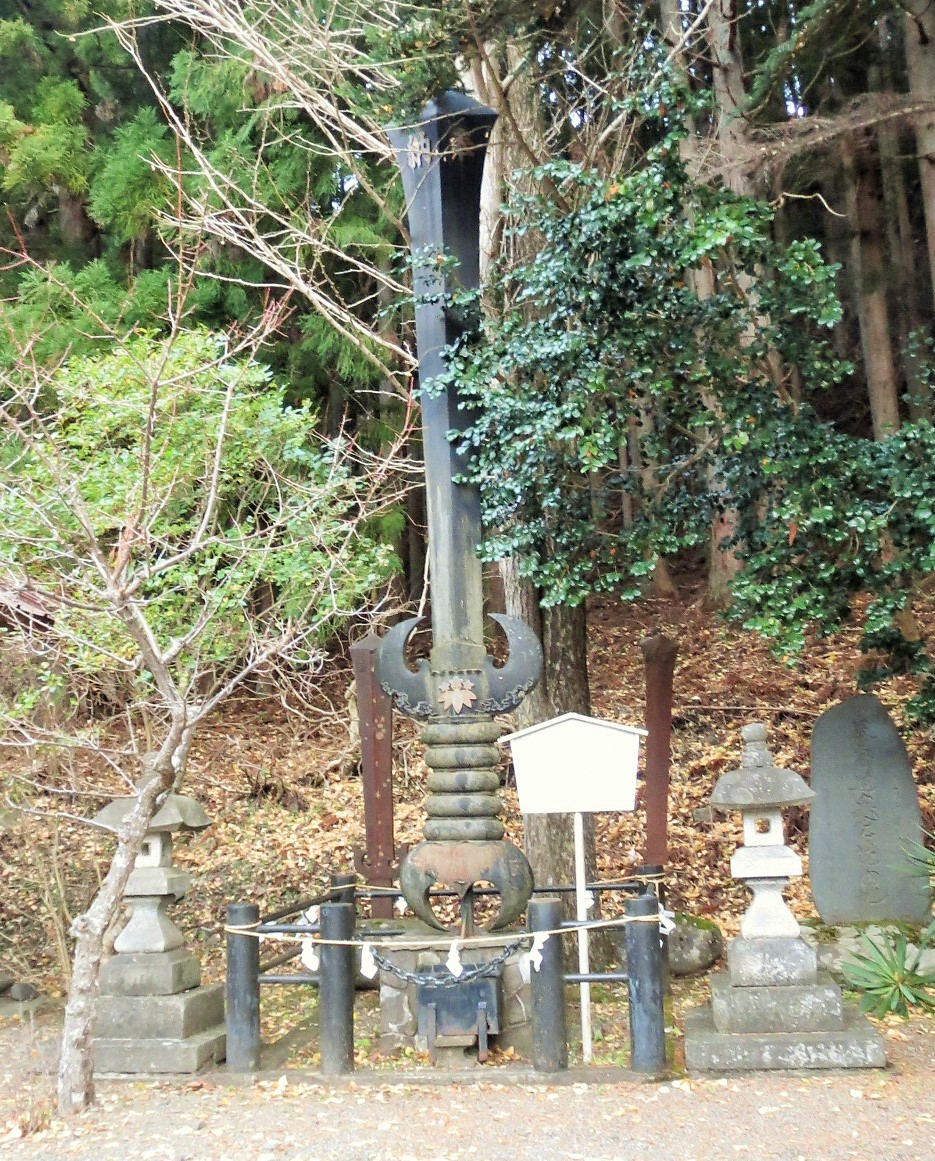
里宮にある宝剣
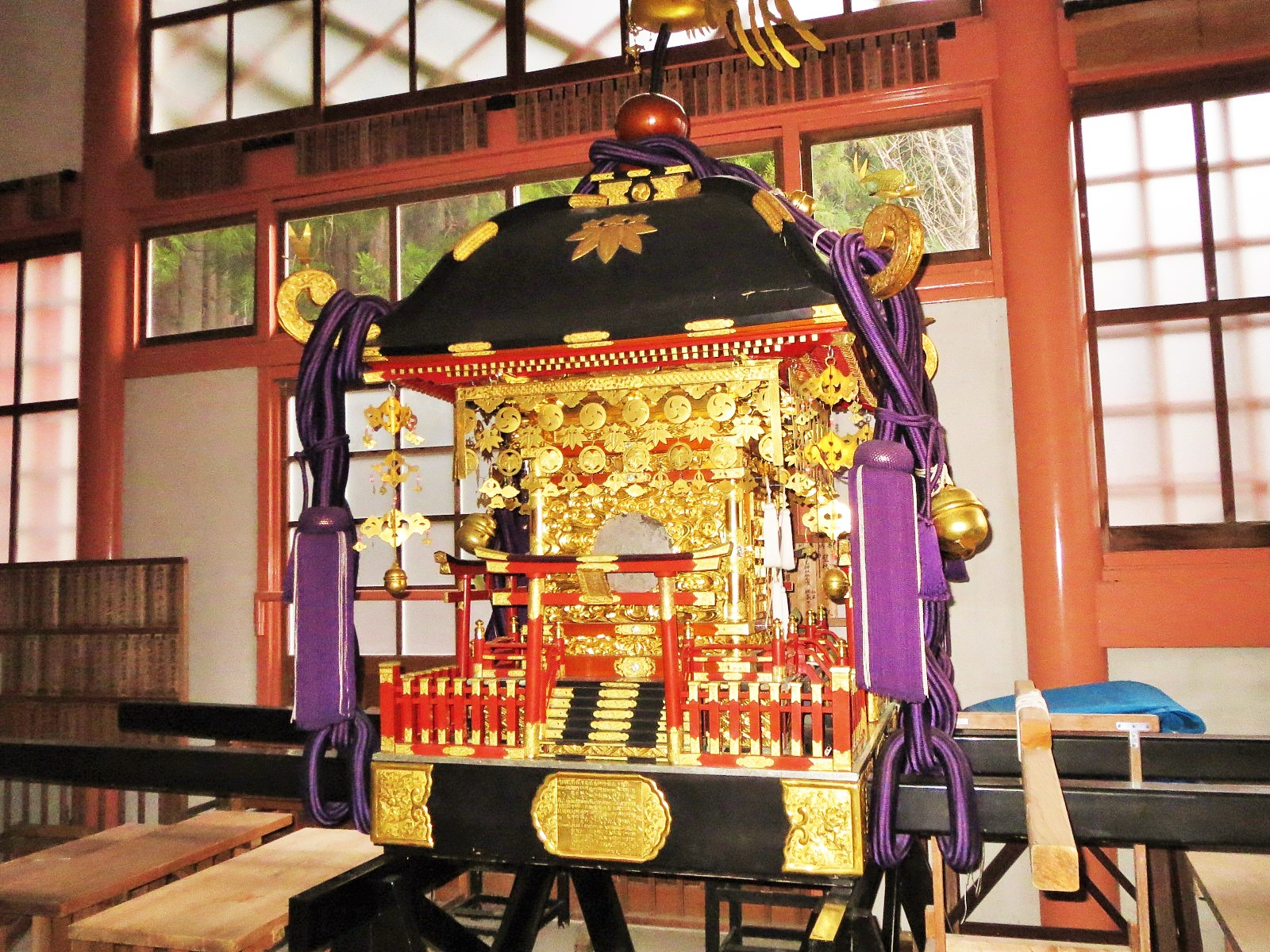
里宮にある神輿

## 交通アクセス
- 本宮（釜石市平田7-130）
  - JR釜石線三陸鉄道リアス線釜石駅より岩手県交通バス利用
    - ｢上平田ニュータウン行｣に乗車し、｢上平田｣下車。ここからにこにこバス「佐須行」に乗り換え、｢尾崎白浜｣下車。

  - 三陸縦貫自動車道釜石中央ICより車30分
- 里宮（釜石市浜町3丁目23）
  - JR釜石線三陸鉄道リアス線釜石駅より岩手県交通バス利用
    - ｢新浜町行｣
    - ｢東前行｣
      - 以上の路線に乗車し、｢浜町｣下車。徒歩20分。

  - 三陸縦貫自動車道釜石中央ICより車15分